# Forvaring
 Denne artikel omhandler overvejende eller alene danske forhold. Hjælp gerne med at gøre artiklen mere almen.
Forvaring er en tidsubestemt straftype, som bruges over for personer, der anses for at være særligt farlige, fordi de har begået grov personfarlig kriminalitet, og det vurderes, at der er en betydelig risiko for, at de igen begår grov personfarlig kriminalitet. Forvaring er formelt set ikke en straf, men en foranstaltning, der træder i stedet for straf, når den dømte anses for at være særligt farlig. Afsoningen sker blandt andet i Herstedvester Fængsel, der er Kriminalforsorgens psykiatriske specialinstitution for fængsels- og forvaringsdømte, men kan i nogle tilfælde senere overføres til andre fængsler. Reglerne for forvaring er beskrevet i straffelovens § 70-72. En forvaringsdømt kan ikke prøveudskrives, før en domstol har vurderet, at personen ikke længere er farlig for samfundet. Der idømmes i gennemsnit mellem fem og ti forvaringsdomme om året i Danmark.

## Baggrund

### Tal og fakta
Man kan idømmes forvaring, hvis man findes skyldig i drab, røveri, frihedsberøvelse, alvorlig voldsforbrydelse, meget grove trusler, brandstiftelse, voldtægt eller anden alvorlig seksualforbrydelse eller forsøg herpå, og hvis domstolene vurderer, at tiltalte er til fare for andres liv, legeme, helbred eller frihed. Desuden skal det vurderes baseret på forbrydelsen, eventuelle tidligere forbrydelser begået af personen og personligheden – via en mentalundersøgelse – at personen udgør en betydelig fare for andre menneskers sikkerhed, frihed eller helbred. Der skal således være en vægtig risiko for, at den kriminelle igen begår en personfarlig forbrydelser. En forvaringsdom er tidsubestemt (ligesom livsvarigt fængsel), men må ikke vare længere end højst nødvendigt. Det er domstolene, der afgør, hvornår en forvaringsdømt kan blive løsladt, typisk baseret på anbefalinger fra Kriminalforsorgen. Fem år efter idømmelsen af en forvaringsdom tager retten sagen op til fornyet vurdering. Løslades den dømte ikke efter fem år, vil retten fremover vurdere sagen mindst hvert andet år.
I gennemsnit løslades en person med en forvaringsdom efter 15 år og 2 måneder (tal fra 2023). Når en person er prøveudskrevet fra forvaring, kan en domstol senere ophæve forvaringsdommen. Det er dog kun sket to gange siden 2017. Den ene havde været anbragt i næsten 27 år og den anden i 16 år. En gennemgang af dommene gennemført i oktober 2023 viste, at 21 personer med en forvaringsdom er blevet prøveudskrevet siden 2017. På tidspunktet for prøveudskrivningens start havde de været anbragt i gennemsnit 15 år, to måneder og syv dage. Fire af de prøveudskrevne personer er genindsat i forvaring og en af disse er prøveudskrevet på ny. Myndighederne kan kræve en række foranstaltninger, f.eks. medicin, der sænker seksualdriften, før den dømte får prøveudskrivning. Per 1. maj 2024 afsonede 106 personer en forvaringsdom i Danmark.
Dømte, der er vurderet utilregnelige på grund af sindssygdom eller tilsvarende, kan ifølge straffelovens § 16 ikke straffes. Det er dog muligt, at personer, der er fritaget for straf på grund af §16, alligevel kan pålægges en retsfølge efter straffelovens § 69, eksempelvis en psykiatrisk særforanstaltning eller forvaring.